# 小念頭
小念頭為詠春拳的第一套套路，屬於初級套路，一共分為三節，小念頭意為念頭正，終生正。全套拳由開馬（二字拑羊馬） 起，至全套完結，全身（除手部動作外）都不動。頭要正，身要正，馬要正。全身其他肌肉放鬆。呼吸自然。共計108個動作，故又名“一百零八點手”。主要練習摏馬穩定，腿部和手部肌肉肌鍵伸展。及手部動作之標準位置。

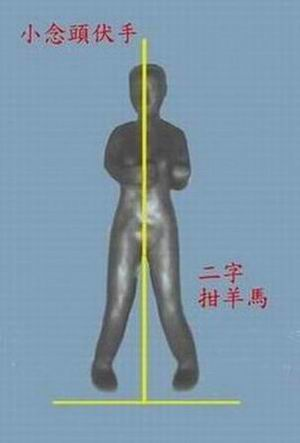

開馬後，由一攤三伏護手 (拜佛手) 開始，樁馬為拑羊馬。拜佛拑羊有尊崇佛山為祖廟（起點），控制廣州（羊城）的意義。請參考大成國及李文茂條目。清庭火燒佛山琼花會館後，整套拳術(以梅花為標誌)被禁。秘傳至梁贊時，稱詠春拳。三拜佛改名小念頭。
小念頭是詠春派第一套入門套路。全套拳由開馬（二字拑羊馬）起，至全套完結，全身（除手部動作外）都不動。頭要正（頭上頂眼平視），身要正（挺腰背），馬要正（挺肛拑膝）。全身其他肌肉放鬆。呼吸自然。主要練習樁馬穩定，腿部（特別是大腿內側四頭肌）和手部（肩部手後三頭肌）之伸展肌的肌鍵伸展，手部關節活動。及手部動作之標準位置。葉問傳下之套拳，皆以連環三拳為句或再操連環日字衝拳，喻意念頭一起 (反清事業)，必須成功、否則沒有完結收式。

## 小念頭第一節
- 「二字拑羊馬」>「下交叉耕手」>「上交叉耕手」>「收拳」。
- 「日字衝拳」>「一攤三伏」>「橫掌」(貼身)>「正掌」>「攤手」>「圈手」>「收拳」。(左手完成後，由「日字衝拳」開始右手重複一次)

（「一攤三伏」次序:「攤手」>「圈手」>「護手」>「伏手」>「枕手」﹑共5種手法）

## 小念頭第二節
小念頭之第二除了當中的一部份動作手法與小念頭之第一節大致相同之外，亦新增了「耕手」和「橫掌」兩種動作。
- 「四方按掌」（「四方按掌」次序:「左按掌」>「右按掌」>「後雙按掌」>「前雙接掌」）
- 「雙攔手」>「左右拂手」>「雙攔手」>「雙抌手」>「雙攤手」>「雙窒手」>「雙標指」>「前按掌」>「雙頂手」>「收拳」。

## 小念頭第三節
由首兩節發展起來的實用手法。
- 「挑手」>「埋肘」>「底掌」>「圈手」>「收拳」。(左手完成後，右手重複一次)
- 「抌手」>「耕手」>「抌手」>「圈手」>「鏟下巴底橫掌」>「圈手」>「收拳」。(左手完成後，右手重複一次)
- 「膀手」>「攤手」>「鏟下巴底反掌」>「攤手」>「收拳」。(左手完成後，右手重複一次)